# 徐玭
徐玭（？—？），字叔明，號孟山，浙江金華府蘭谿縣人，民籍，明朝政治人物。

## 生平
浙江鄉試第七十七名舉人。嘉靖三十二年（1553年）中式癸丑科會試第一百七十四名，二甲第五十六名進士。刑部观政，授南刑部主事，卒。

## 家族
曾祖徐守雍；祖父徐愚；父徐齡，母祝氏。兄徐大成、徐大器。